# Hartknoopmieren
Hartknoopmieren (Cardiocondyla) zijn een geslacht van mieren uit de onderfamilie knoopmieren (Myrmicinae). De wetenschappelijke naam van het geslacht is voor het eerst geldig gepubliceerd in 1869 door Carlo Emery.
Hartknoopmieren zijn zwerfmieren. Sommige soorten, waaronder Cardiocondyla emeryi, C. mauritanica, C. minutior en C. obscurior (tweekleurige hartknoopmier) zijn invasieve soorten die door menselijke activiteit wijd verspreid zijn doorheen de tropische gebieden, soms tot in gematigde gebieden. Ze behoren vaak tot de eerste ongewervelde diersoorten die verstoorde gebieden zoals nieuw gevormde vulkanische eilanden of geherstructureerde voormalige bauxietmijnen koloniseren. Kolonies kunnen makkelijk meegevoerd worden met kleine hoeveelheden grond of plantmateriaal. Ze vallen weinig op omdat ze veel minder destructief zijn dan andere invasieve soorten zoals de hazewindmier (Anoplolepis gracilipes). Ze leven in kleine kolonies met een paar dozijn tot een honderdtal werksters, die vooral solitair foerageren. Alle werksters zijn steriel. De nesten zijn meestal ondergronds en bestaan uit verschillende kleine kamers die tot 1½ meter diep kunnen zijn. Ze zijn moeilijk te lokaliseren omdat de verborgen ingangen slechts gaatjes met een diameter van een millimeter hebben. C. obscurior maakt nesten in opgerolde bladeren van citrusbomen.
Hartknoopmieren worden gekenmerkt door een vorm van polymorfisme bij de mannelijke dieren. Er zijn niet-agressieve gevleugelde mannetjes die uit het moederlijke nest emigreren, en ongevleugelde zogenaamde ergatoïde (op werksters lijkende) agressieve mannetjes die hun hele leven in het eigen nest blijven en die andere ergatoïde mannetjes aanvallen en doden om het monopolie te verkrijgen op het paren met de maagdelijke koninginnen die in de kolonie worden geproduceerd. Ergatoïde mannetjes tolereren echter wel parende gevleugelde mannetjes in hun nest.
Bij C. obscurior is waargenomen dat het polymorfisme doorwerkt tot in het sperma. Bij de meeste mannetjes van de sociale vliesvleugeligen degenereren de testes als de volwassenheid bereikt is, waardoor ze weinig sperma hebben. Ook bij de vliegende 'stiekeme' mannetjes van C. obscurior is dit het geval. De ergatoïden blijven echter grote aantallen spermacellen produceren en de onderzoekers vermoeden dat dit een aanpassing is aan de intense strijd om het bevruchten van de koninginnen.

## Soorten
- Cardiocondyla atalanta Forel, 1915
- Cardiocondyla batesii Forel, 1894
- Cardiocondyla bicoronata Seifert, 2003
- Cardiocondyla brachyceps Seifert, 2003
- Cardiocondyla breviscapa Seifert, 2003
- Cardiocondyla britteni Crawley, 1920
- Cardiocondyla bulgarica Forel, 1892
- Cardiocondyla carbonaria Forel, 1907
- Cardiocondyla cristata (Santschi, 1912)
- Cardiocondyla elegans Emery, 1869
- Cardiocondyla emeryi Forel, 1881
- Cardiocondyla fajumensis Forel, 1913
- Cardiocondyla gallagheri Collingwood & Agosti, 1996
- Cardiocondyla gallilaeica Seifert, 2003
- Cardiocondyla gibbosa Kuznetsov-Ugamsky, 1927
- Cardiocondyla goa Seifert, 2003
- Cardiocondyla humilis (Smith, 1858)
- Cardiocondyla insutura Zhou, 2001
- Cardiocondyla israelica Seifert, 2003
- Cardiocondyla jacquemini Bernard, 1953
- Cardiocondyla kagutsuchi Terayama, 1999
- Cardiocondyla koshewnikovi Ruzsky, 1902
- Cardiocondyla kushanica Pisarski, 1967
- Cardiocondyla littoralis Seifert, 2003
- Cardiocondyla longiceps Seifert, 2003
- Cardiocondyla longinoda Rigato, 2002
- Cardiocondyla luciae Rigato, 2002
- Cardiocondyla mauritanica Forel, 1890
- Cardiocondyla melana Seifert, 2003
- Cardiocondyla minutior Forel, 1899
- Cardiocondyla monardi Santschi, 1930
- Cardiocondyla nana Seifert, 2003
- Cardiocondyla neferka Bolton, 1982
- Cardiocondyla nigra Forel, 1905
- Cardiocondyla nigrocerea Karavaiev, 1935
- Cardiocondyla nivalis Mann, 1919
- Cardiocondyla nuda (Mayr, 1866)
- Cardiocondyla obscurior Wheeler, 1929 (Tweekleurige hartknoopmier)
- Cardiocondyla opaca Seifert, 2003
- Cardiocondyla opistopsis Seifert, 2003
- Cardiocondyla papuana (Reiskind, 1965)
- Cardiocondyla paradoxa Emery, 1897
- Cardiocondyla paranuda Seifert, 2003
- Cardiocondyla parvinoda Forel, 1902
- Cardiocondyla persiana Seifert, 2003
- Cardiocondyla pirata Seifert & Frohschammer, 2013
- Cardiocondyla rugulosa Seifert, 2003
- Cardiocondyla sahlbergi Forel, 1913
- Cardiocondyla sekhemka Bolton, 1982
- Cardiocondyla semirubra Seifert, 2003
- Cardiocondyla shagrinata Seifert, 2003
- Cardiocondyla shuckardi Forel, 1891
- Cardiocondyla sima Wheeler, 1935
- Cardiocondyla stambuloffii Forel, 1892
- Cardiocondyla strigifrons Viehmeyer, 1922
- Cardiocondyla tenuifrons Seifert, 2003
- Cardiocondyla thoracica (Smith, 1859)
- Cardiocondyla tibetana Seifert, 2003
- Cardiocondyla tiwarii Ghosh, Sheela & Kundu, 2005
- Cardiocondyla tjibodana Karavaiev, 1935
- Cardiocondyla ulianini Emery, 1889
- Cardiocondyla unicalis Seifert, 2003
- Cardiocondyla venustula Wheeler, 1908
- Cardiocondyla weserka Bolton, 1982
- Cardiocondyla wheeleri Viehmeyer, 1914
- Cardiocondyla wroughtonii (Forel, 1890)
- Cardiocondyla yemeni Collingwood & Agosti, 1996
- Cardiocondyla yoruba Rigato, 2002
- Cardiocondyla zoserka Bolton, 1982